# Roy Rogers (basket-ball)
Pour les articles homonymes, voir Roy Rogers et Rogers.
Roy Rogers, né le 19 août 1973 à Linden dans l'Alabama, est un joueur et entraîneur américain de basket-ball. Il évoluait au poste d'ailier fort.

## Biographie
En tant qu'entraîneur, il est spécialisé dans la défense.
En juillet 2021, il suit Chauncey Billups quand celui-ci est nommé entraîneur des Trail Blazers de Portland.